# Incestophantes ancus
Incestophantes ancus is een spinnensoort in de taxonomische indeling van de hangmatspinnen (Linyphiidae).
Het dier behoort tot het geslacht Incestophantes. De wetenschappelijke naam van de soort werd voor het eerst geldig gepubliceerd in 1996 door Andrei V. Tanasevitch.